# Eugène-Lucien Brard
Pour les articles homonymes, voir Brard.
Eugène Lucien Basile Brard né le 2 janvier 1842 à Tourouvre et mort le 24 avril 1903 à Paris, est un sculpteur et orfèvre français.

## Biographie
Fils d'un boulanger, Eugène-Lucien Brard naît le 2 janvier 1842 à Tourouvre (Orne). Il expose des ouvrages en argent repoussé au Salon de 1874 à 1898.
Il meurt le 24 avril 1903 en son domicile, au no 10, rue Villehardouin dans le 3e arrondissement de Paris.

## Œuvres
- Le Printemps. Bas-relief en argent repoussé. Salon de 1874 (n° 2702).
- Amphitrite. Bas-relief en argent repoussé. Salon de 1876 (n° 3104).
- La Musique. Bas-relief en argent repoussé. Salon de 1877 (n° 3613).
- Portrait de Mme P. B... Médaillon en argent repoussé. Salon de 1879 (n° 4826).
- Enlèvement de Déjanire. Ronde bosse en cuivre repoussé et argenté. Salon de 1894 (n° 3769).
- Le Dompteur. Cendrier en argent repoussée. Salon de 1898 (n° 3209).